# Orthophytum harleyi
Orthophytum harleyi là một loài thực vật có hoa trong họ Bromeliaceae. Loài này được Leme & M.Machado mô tả khoa học đầu tiên năm 2006.

## Hình ảnh

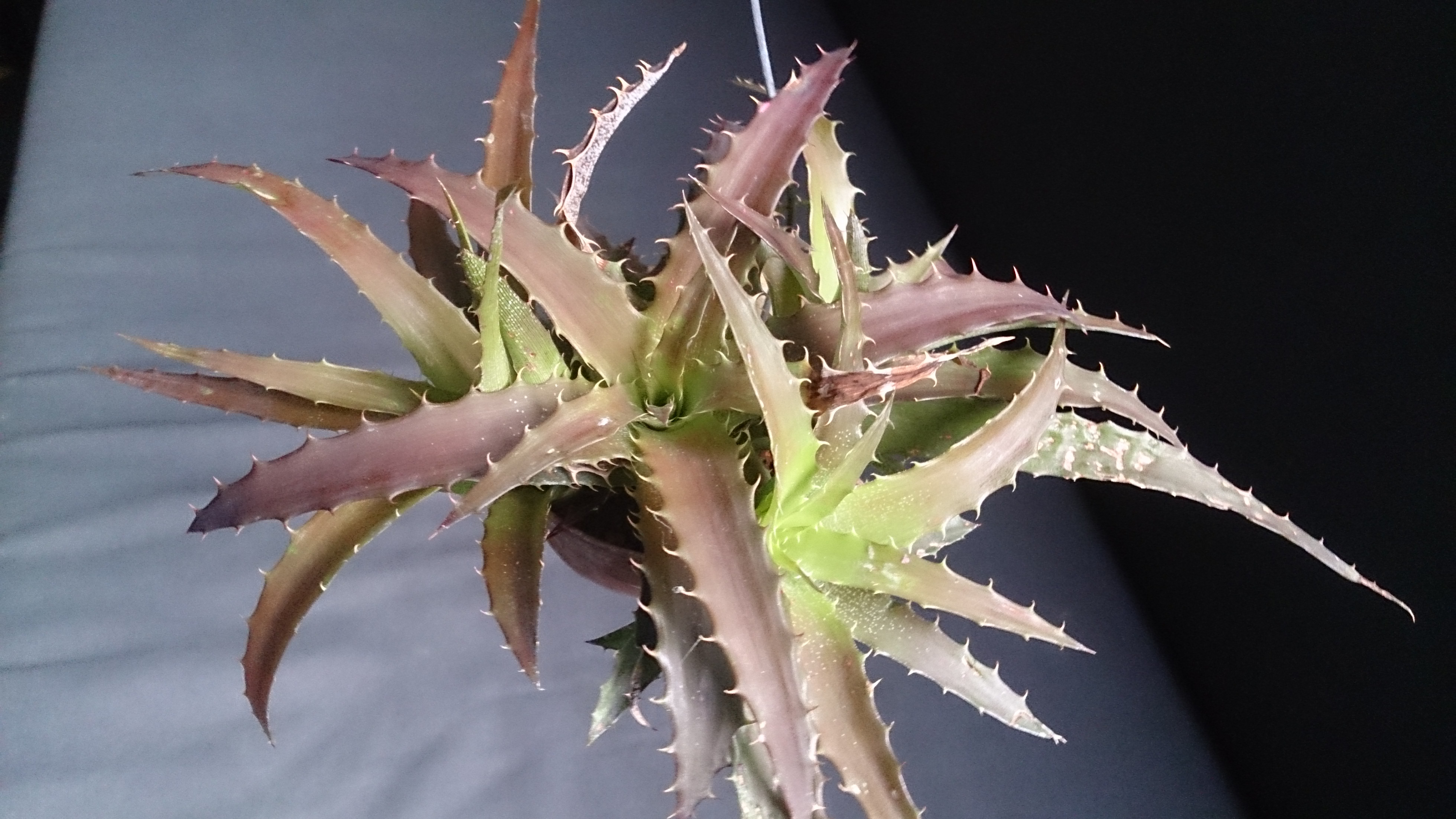